# Arrivabene

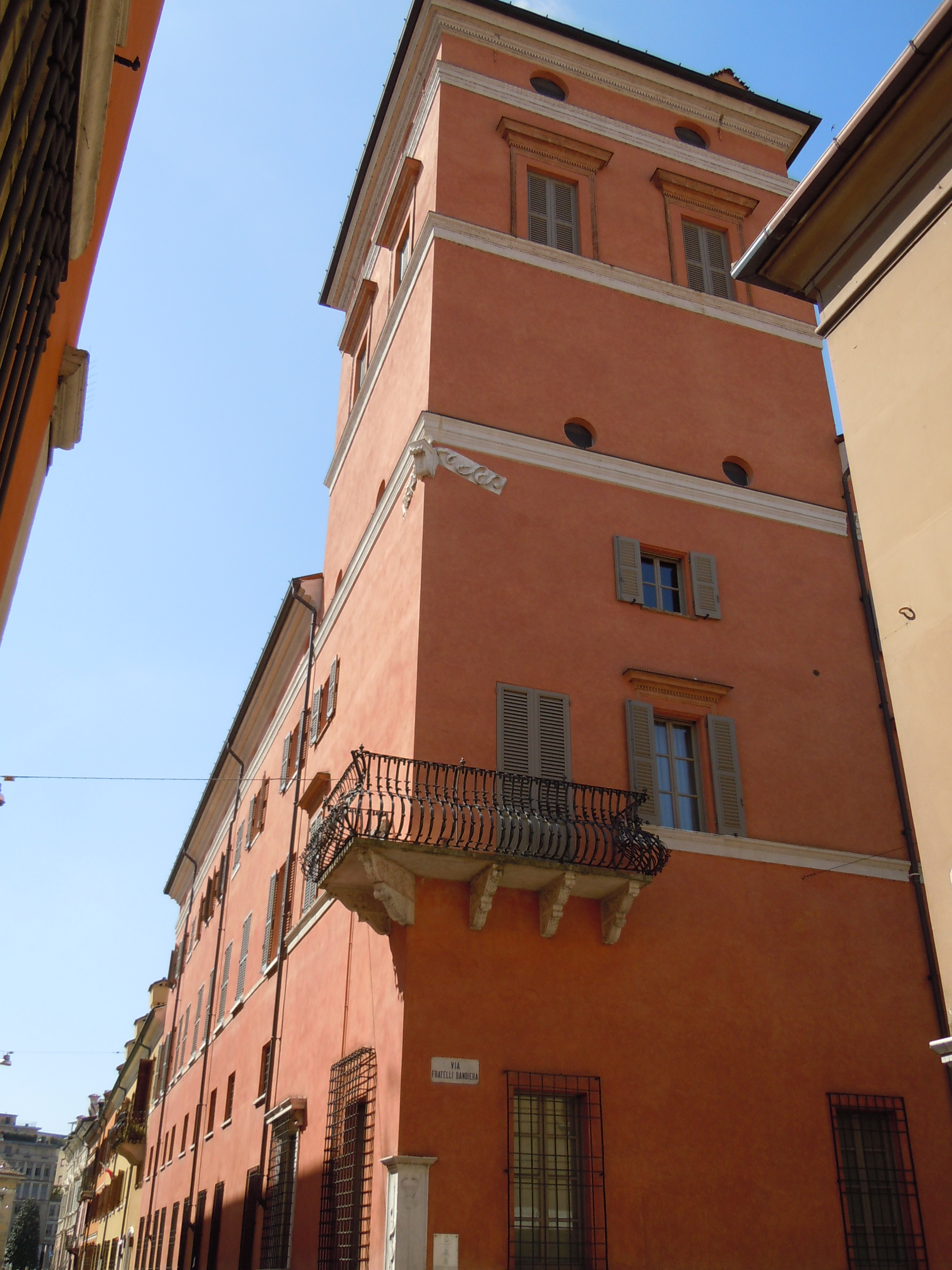
Mantova, Palazzo Arrivabene, attribuito a Luca Fancelli

Gli Arrivabene sono un'antica famiglia mantovana che si è particolarmente distinta nella storia risorgimentale e del Regno d'Italia.

## Arrivabene
Di antica origine greca, alcuni membri della famiglia si stabilirono dapprima a Venezia e quindi a Brescia nella persona di Arrigo Arrivabene, che nel 1222 trattò la pace tra la detta città e Mantova agli inizi del XIV secolo, dove poi s'impiantò la famiglia. Elessero la loro dimora nel Palazzo Arrivabene di Mantova, sito oggi nell'omonima via, attribuito all'architetto fiorentino Luca Fancelli.
Nel 1479 l'Imperatore concesse agli Arrivabene il titolo di conti palatini, confermato nel 1590 dal duca Vincenzo Gonzaga.

### Membri illustri della famiglia
- Filippo Arrivabene (XIV secolo), consigliere del comune di Mantova
- Pietro Arrivabene (XIV secolo), segretario dal 1417 del marchese di Mantova Gianfrancesco Gonzaga[3];
- Giorgio Arrivabene (XV-XVI secolo), tipografo del Ducato di Mantova;
- Leonardo Arrivabene (XVI secolo)[4];
- Ludovico Arrivabene (XVI secolo), vicario generale del vescovo di Mantova Alessandro Andreasi[5];
- Giampietro Arrivabene (1440-1504), eletto vescovo di Urbino nel 1491;
- Gianfrancesco Arrivabene (1510?-1575), giureconsulto al servizio del cardinale Ercole Gonzaga, e ultimo massaro generale di Mantova del duca Guglielmo Gonzaga, dove lo nominò primo Presidente del Maestrato[6][7][8];
- Alessandro Arrivabene(XVIII secolo), capitano della guardia ducale di Mantova, e Maggiordomo maggiore di camera della duchessa Isabella Clara;
- Oprandino Arrivabene (XVIII secolo),membro del consiglio del Governatore di Mantova Filippo d'Assia-Darmstadt[9]
- Ferdinando Arrivabene (1770-1834), letterato;
- Isabella Arrivabene (XIX secolo), madre di Enrico Tazzoli[10];
- Conte Giovanni Arrivabene (1787-1881), patriota italiano ed economista, senatore dal 1860;
- Giulio Cesare Arrivabene (1806-1853), pittore italiano;
- Opprandino Arrivabene (1807-1887), giornalista;
- Ferdinando Arrivabene (1824-1892), letterato, compilatore del primo Vocabolario Mantovano-Italiano (1882, ristampato nel 1969 e 2019)[11].

### Arma
Spaccato; nel 1° d'oro, all'aquila di nero, coronata del campo; nel 2° d'argento pieno, colla fascia di rosso in divisa, caricata dalla lettera A d'argento, ed attraversante sulla partizione.

## Arrivabene Valenti Gonzaga

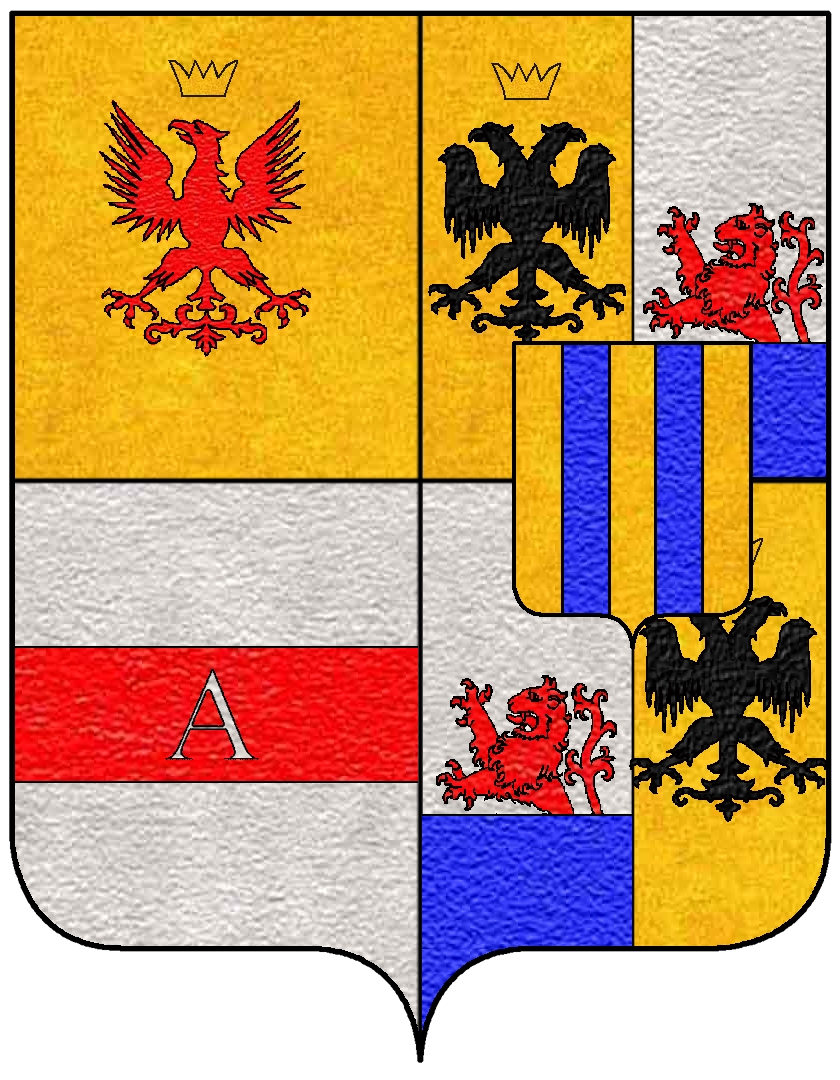
Stemma della famiglia Arrivabene Valenti Gonzaga

Dal matrimonio del Conte Francesco (1783-1862) con Teresa Valenti Gonzaga (1793-1871), patriota italiana, ha avuto origine la linea Arrivabene Valenti Gonzaga.